# إستيبا دي سان خوان
إستيبا دي سان خوان هي بلدية تقع في مقاطعة سوريا، في منطقة قشتالة وليون، في إسبانيا. يبلغ عدد سكانها 7 نسمة وذلك حسب (المعهد الوطني للإحصاء) سنة 2017. تبلغ مساحتها 10,45 كم مربع، وترتفع عن سطح البحر 1,254 متر.

## تطور السكان
في تعداد عام 2014 بلغ عدد سكان البلدية 7 نسمة، منهم 4 رجلا و3 امرأة. 